# Hexatoma (Eriocera) villosa
Hexatoma (Eriocera) villosa is een tweevleugelige uit de familie steltmuggen (Limoniidae). De soort komt voor in het Oriëntaals gebied.